# Vereniging van Leraren in Levende Talen
De Vereniging van Leraren in Levende Talen (VLLT), kort Levende Talen genoemd, is in Nederland een beroepsvereniging van docenten in de moderne talen, opgericht in 1911 en in 2004 tevens vakbond geworden. Zij is aangesloten bij de Federatie van Onderwijsvakorganisaties (FvOv) en de CMHF/MHP voor de behartiging van arbeidsvoorwaardelijke belangen van haar leden. De vereniging bestaat momenteel uit zestien talensecties: Arabisch, Chinees, Duits, Engels, Frans, Fries, Italiaans, Limburgs, Nederlands, Nederlandse Gebarentaal, Nedersaksisch, Papiaments, Pools, Russisch, Spaans, Turks.
Levende Talen geeft twee tijdschriften uit, Levende Talen Magazine en Levende Talen Tijdschrift.

## Doelen en maatschappelijke functie
De Vereniging van Leraren in Levende Talen maakt contacten en uitwisseling van beroepsmatige kennis en vaardigheden tussen modernetalendocenten mogelijk, zowel binnen de onderscheiden talen als tussen de talen onderling. Naar buiten toe vertegenwoordigt zij haar leden als aanspreekpunt en gesprekspartner van de overheid en organisaties als Stichting Leerplanontwikkeling en Centraal Instituut voor Toetsontwikkeling, waardoor zij mede gestalte geeft aan beleid en uitvoering van het modernetalenonderwijs in Nederland.

## Geschiedenis
De aanstoot tot de oprichting van de VLLT werd gegeven door dr. Jacob Gerzon, leraar Duits aan de Hogere Burgerschool in Wageningen. In 1908 riep hij in een artikel in het Weekblad voor Gymnasiaal en Middelbaar Onderwijs op tot vorming van een vereniging van leraren in moderne talen; een tweede oproep in november 1910 had succes. Op de eerste Algemene Vergadering in het Gebouw voor Kunsten en Wetenschappen aan de Mariaplaats in Utrecht (nu in gebruik als conservatorium) op 22 april 1911 werd Gerzon tot voorzitter gekozen.
Een actief aandeel in de oprichting van de vereniging had de taalkundige dr. Etsko Kruisinga (1875-1944), toen leraar Engels en Nederlands en vanaf 1933 rector van de School voor Taal- en Letterkunde in Den Haag, een bekend opleidingsinstituut voor aktes Mo-lerarenopleiding.
De vereniging stelde zich ten doel contacten mogelijk te maken tussen leraren in de moderne talen, toen Nederlands, Frans, Duits en Engels, ter verhoging van status en kwaliteit van het modernetalenonderwijs. Dat werd vooral gerealiseerd door de jaarlijkse algemene vergaderingen, waar plenaire voordrachten werden gehouden en de secties ook afzonderlijk bijeenkwamen.

## Tijdschriften
Tussen de jaarvergaderingen door communiceerde Levende Talen aanvankelijk via het Weekblad voor Gymnasiaal en Middelbaar Onderwijs, maar in november 1914 verscheen nummer 1 van een eigen orgaan Berichten en Mededeelingen van de Vereeniging van Leeraren in Levende Talen. In 1930 veranderde de naam van het tijdschrift in Levende Talen. Het kreeg steeds meer allure, mede door de bijdragen van Kruisinga, die echter in 1937 na een conflict uit de vereniging trad en een eigen tijdschrift Taal en Leven begon.
Levende Talen ontwikkelde zich tot een vaktijdschrift, waarin taalkundige en literatuurwetenschappelijke artikelen steeds meer domineerden. Maar vanaf begin jaren zeventig trad een verandering in: modernetalenonderwijs en moedertaal- en vreemdetalendidactiek kwamen centraal te staan.
Vanaf het jaar 2000 werd het tijdschrift gesplitst in Levende Talen Magazine (LTM) en Levende Talen Tijdschrift (LTT). Levende Talen Magazine richt zich met acht nummers per jaar op de lespraktijk en de achtergronden daarvan, met kortere en meer journalistiek geschreven bijdragen. Levende Talen Tijdschrift richt zich met vier nummers per jaar op verslagen van praktijkrelevant onderzoek. Bovendien publiceert Levende Talen regelmatig speciale uitgaven. Alle artikelen die sinds 1989 gepubliceerd zijn in Levende Talen en zijn opvolgers LTM en LTT, zijn opgenomen in het archief van Levende Talenpublicaties.

## Vakbond
Levende Talen behartigt de collectieve en individuele rechtspositionele belangen van haar leden. De vereniging is als vakbond aangesloten bij de Federatie van Onderwijsvakorganisaties (FvOv) en de CMHF/MHP. Alle leden van de vereniging zijn automatisch ook lid van de vakbond.

## Internationale aansluiting
Levende Talen is aangesloten bij de Fédération Internationale des Professeurs de Langues Vivantes (FIPLV). Deze federatie is als non-gouvernementele organisatie (ngo) partner van de UNESCO en is vertegenwoordigd bij de Raad van Europa.